# Chrysallida fischeri
Chrysallida fischeri is een slakkensoort uit de familie van de Pyramidellidae. De wetenschappelijke naam van de soort is voor het eerst geldig gepubliceerd in 1925 door Hornung & Mermod.